# Valentine Dyall
Valentine Dyall est un acteur britannique né à Londres (Angleterre) le 7 mai 1908 et mort au même lieu le 24 juin 1985. Ses parents sont la romancière Concordia Merrel et l'acteur Franklin Dyall.

## Filmographie partielle

### Cinéma

#### Courts métrages
- 1946 : Pool of Contentment : M. Perfect
- 1978 : A Child's Voice : narrateur (voix)

#### Longs métrages
- 1943 : Colonel Blimp (The Life and Death of Colonel Blimp) de Michael Powell et Emeric Pressburger : Von Schönborn
- 1944 : Henry V (The Chronicle History of King Henry the Fift with His Battell Fought at Agincourt in France) de Laurence Olivier : Duc de Bourgogne
- 1945 : Brève Rencontre (Brief Encounter) de David Lean : Stephen Lynn, l'ami d'Alec (non crédité)
- 1945 : Je sais où je vais (I Know Where I'm Going !) de Michael Powell et Emeric Pressburger : M. Robinson
- 1948 : Les Ennemis amoureux (Woman Hater) de Terence Young : Spencer
- 1948 : The Story of Shirley Yorke de Maclean Rogers : Edward Holt
- 1949 : Le Déserteur (Man on the Run) de Lawrence Huntington : juge des armées
- 1950 : La Salamandre d'or (Golden Salamander) de Ronald Neame : Ben Ahrim (non crédité)
- 1950 : Stranger at My Door de Desmond Leslie et Brendan J. Stafford : Wheeler
- 1950 : The Body Said No! de Val Guest : John Sutherland
- 1952 : Ivanhoé de Richard Thorpe : Norman Guard
- 1952 : Hammer the Toff de Maclean Rogers : Inspecteur Grice
- 1952 : Paul Temple Returns de Maclean Rogers : Super-intendant Bradley
- 1954 : Johnny on the Spot de Maclean Rogers : Tyneley
- 1954 : The Devil's Jest de Alfred J. Goulding : directeur du Renseignement
- 1960 : La Cité des morts (The City of the Dead) de John Llewellyn Moxey : Jethrow Keane
- 1963 : La Maison du diable (The Haunting) de Robert Wise : M. Dudley
- 1964 : The Horror of It All de Terence Fisher : Reginald Marley
- 1967 : Fantasmes (Bedazzled) de Stanley Donen : Dieu (voix, non-crédité)

### Télévision

#### Téléfilms
- 1947 : Sweeney Todd : Sweeney Todd
- 1961 : Spike Milligan: A Series of Unrelated Incidents at Current Market Value : divers personnages
- 1968 : Frankie Howerd Meets the Bee Gees :
- 1979 : The Old Crowd : Oscar
- 1981 : Peter and Paul : Seneca
- 1981 : All's Well That Ends Well d'Elijah Moshinsky : The Astringer
- 1983 : Martin Luther, Heretic  : chancelier
- 1984 : The Tragedy of Coriolanus : Adrian
- 1985 : Love's Labour's Lost d'Elijah Moshinsky : Marcade

#### Séries télévisées
- 1951 : Stranger from Space : Gorgol
- 1951 : For the Children (en) (épisode : The Man Who Was Caliph for a Day) : Mesrour
- 1951 : Treasure Island (8 épisodes) : Dr Livesey
- 1951-1952 : Whirligig (en) : 
  - (saison 1, épisode 18) : The Shadow
  - (saison 3, épisode 03) : Gorgot
  - (saison 3, épisode 04) : Gorgot
  - (saison 3, épisode 05) : Gorgol
  - (saison 3, épisode 06) : Gorgol
- 1952 : Kaléidoscope (7 épisodes)
- 1956 : Son of Fred : divers personnages
  - (saison 1, épisode 01)
  - (saison 1, épisode 05)
- 1956 : Hancock's Half Hour (en) (saison 1, épisode 02 : The Artist) : Art Connoisseur
- 1956 : The Tony Hancock Show (en) (saison 1, épisode 06 : Episode Six) : divers personnages
- 1956 : A Show Called Fred (en) : divers personnages
  - (saison 1, épisode 01)
  - (saison 1, épisode 02)
  - (saison 1, épisode 03)
  - (saison 1, épisode 04)
  - (saison 1, épisode 05)
- 1956 : The Idiot Weekly, Price 2d (en) : divers personnages
  - (saison 1, épisode 01)
  - (saison 1, épisode 06)
- 1957 : Treasure Island (6 épisodes) : Dr Livesey
- 1957 : A Short History of Man and Music: Part 2 (programme court)
- 1957 : BBC Sunday-Night Theatre (en) (saison 8, épisode 22 : Arsenic and Old Lace) : Jonathan Brewster
- 1958 : Drake's Progress (en) (6 épisodes) :
- 1958 : ITV Television Playhouse (saison 3, épisode 20 : Hammer the Toff) : inspecteur Grice
- 1960-1962 : The Cheaters : inspecteur Kellogg
  - (saison 1, épisode 02 : Intent to Defraud)
  - (saison 1, épisode 06 : The Legacy)
  - (saison 1, épisode 09 : Libel)
  - (saison 2, épisode 08 : Killian's Cut)
  - (saison 2, épisode 12 : Single or Double Indemnity)
- 1961 : Colonel Trumper's Private War (saison 1, épisode 01 : Operation Lubenski)
- 1961 : Top Secret (en) (saison 1, épisode 05 : The Inca Dove) : President
- 1961 : Court of Mystery :
  - (saison 1, épisode 01 : The Case of the Eilean Mòr Light)
  - (saison 1, épisode 02 : The Case of the Mary Celeste)
  - (saison 1, épisode 03 : The Man Who Made Insects)
  - (saison 1, épisode 04 : The Ship That Vanished)
  - (saison 1, épisode 05 : The Flying Saucer)
- 1964 : Room at the Bottom (saison 1, épisode 04 : A Job with the Other Lot) : BBC doctor
- 1966 : The Troubleshooters (en) (saison 2, épisode 11 : Baptism of Fire) : Arab Chauffeur
- 1968 : The Devil in the Fog : The Stranger
  - (saison 1, épisode 01 : Some Are Born of Greatness...)
  - (saison 1, épisode 06 : ... This Fell Serjeant, Death...)
- 1968 : Chapeau melon et bottes de cuir (The Avengers) (saison 6, épisode 04 : À vos souhaits) : maître d'hôtel
- 1969 : Decidedly Dusty : 
  - (saison 1, épisode 01)
  - (saison 1, épisode 02)
  - (saison 1, épisode 03)
  - (saison 1, épisode 04)
- 1969 : Slim John : Dr Brain
- 1970 : Oh in Colour : divers personnages
  - (saison 1, épisode 01)
  - (saison 1, épisode 06)
- 1970 : Bright's Boffins (en) :
- 1970 : Freewheelers (6 épisodes) : O'Toole
- 1971 : Six Dates with Barker (en) (saison 1, épisode 04 : 1915: Lola) : Lord Kitchener
- 1971-1972 : The Marty Feldman Comedy Machine : divers personnages
  - (saison 1, épisode 11)
  - (saison 1, épisode 12)
  - (saison 1, épisode 14)
- 1975 : Shadows (en) (saison 1, épisode 06 : Dutch Schlitz's Shoes) : voix à la radio
- 1975 : Not On Your Nellie (en) (saison 3, épisode 02 : A-Haunting We Will Go) : voix du film d'horreur
- 1976 : Hogg's Back (saison 2, épisode 03) : Tramp
- 1977-1979 : Secret Army (23 épisodes) : Dr Pascal Keldermans
- 1978 : The Losers (en) (saison 1, épisode 02 : The Naming of Parts) : Adrian
- 1978 : In the Looking Glass (en) (saison 1, épisode 05 : The Centre of the Earth) : Stodge's Boss
- 1979, 1983 : Doctor Who (13 épisodes) : Black Guardian / The Guardian
- 1980 : Q5 : divers personnages
  - (saison 5, épisode 02)
  - (saison 5, épisode 03)
- 1980 : Blake's 7 (saison 3, épisode 06 : City at the Edge of the World) : Norl
- 1981 : Sapphire & Steel (saison 5, épisode 01 : Doctor McDee Must Die: Part 1) : voix d'animateur radio
- 1981 : The Hitch Hikers Guide to the Galaxy (saison 1, épisode 04) : Deep Thought (voix)
- 1982-1983 : Nanny : Bloss
  - (saison 3, épisode 01 : A Sense of Duty)
  - (saison 2, épisode 06 : Crossing the Line)
- 1983 : La Vipère noire (Blackadder) (saison 1, épisode 05 : Le Pourchasseur flaire-sorcier) : Angus, A Lord
- 1984 : Horizon (série de documentaires) (saison 20, épisode 12 : The Intelligence Man) : Professor Fisher
- 1986 : Miss Marple (Agatha Christie's Miss Marple) (saison 1, épisode 01 : Un cadavre dans la bibliothèque) : Lorrimer